# Oi Va Voi
Gli Oi Va Voi (equivalente ebraico dell'italiano "Oh, buon Dio") sono un gruppo musicale londinese che cerca di fondere alla carica del rock e alla sperimentazione della musica elettronica le sonorità dell'Est europeo e della musica ebraica.
L'attuale formazione della band è la seguente:
- Lemez Lovas (tromba, tastiere, voce),
- Josh Breslaw (batteria, percussioni),
- Leo Bryant (basso),
- Steve Levi (clarinetto, voce) e
- Nik Ammar (chitarra, mandolino, cori).

## Discografia
- 2002 - Digital Folklore
- 2003 - Laughter Through Tears
- 2007 - Oi Va Voi
- 2009 - Travelling the Face of the Globe

## Collaborazioni
- KT Tunstall: cantautrice scozzese con la quale hanno inciso i brani "Refugee", "Yesterday's Mistakes" e "Ladino Song" contenute nell'album Laughter Through Tears.